# Батюшки
Батюшки́ (до 17 лютого 2016 — Інтернаціональне) — село в Україні, у Близнюківській селищній громаді Лозівського району Харківської області. Населення становить 378 осіб. До 2020 орган місцевого самоврядування — Близнюківська селищна рада.

## Географія
Село примикає до селища Близнюки. Поруч проходить автомобільна дорога Т 2113. Залізнична станція Близнюки. В селі є ставок.

## Історія
- Виникло у 1911 р. після Столипінської аграрної реформи. Носило назву хутір Батюшківський. За однією з версій така назва закріпилася за селом через те, що там мешкали дяки, церковнослужителі. У роки Радянської влади у селі існувала школа, приміщення якої було збудовано у 1914 р. У ньому до революційних подій 1917 р. мешкали ті самі церковнослужителі.
- З 1925 р. хутір Батюшківський перейменовано у село Інтернаціональне.
- В 2016 р. село Інтернаціональне перейменовано на село Батюшки.
- 12 червня 2020 року, відповідно до Розпорядження Кабінету Міністрів України № 725-р «Про визначення адміністративних центрів та затвердження територій територіальних громад Харківської області», увійшло до складу Близнюківської селищної громади.[1]
- 19 липня 2020 року, в результаті адміністративно-територіальної реформи та ліквідації Близнюківського району,  увійшло до складу Лозівського району Харківської області.[2]

## Економіка
- У селі є молочно-товарна ферма, сільгосптехніка.
- Комбікормовий завод